# Song to a Seagull
 (janvier 2024).
Si vous disposez d'ouvrages ou d'articles de référence ou si vous connaissez des sites web de qualité traitant du thème abordé ici, merci de compléter l'article en donnant les références utiles à sa vérifiabilité et en les liant à la section « Notes et références ».
Albums de Joni Mitchell
Clouds
(1969)
Song to a Seagull est le premier album studio de Joni Mitchell, sorti en mars 1968. Il est d'abord sorti sous le nom de son interprète à cause d'une erreur de la maison de disques Reprise Records. Les éditions ultérieures l'ont intitulé Song to a Seagull, et le titre voulu est clairement visible sur la pochette.

## Production
L'album fut produit par David Crosby, qui avoua plus tard « avoir en gros simplement appuyé sur le bouton enregistrer ». Mitchell avait travaillé ses chansons pendant des années en les jouant dans des clubs, et n'eut besoin de faire ni post-synchronisation ni plusieurs prises. Il a aussi révélé qu'il avait enregistré Mitchell chantant à côté d'un piano ouvert pour capter les vibrations des cordes en résonance avec sa voix.
Stephen Stills a participé au titre Night in the City en tant que bassiste.

## Contenu
Il s'agit d'un album-concept divisé en deux parties, I Came to the City et Out of the City and Down to the Seaside. Le premier titre fait référence à l'échec de son mariage avec Chuck Mitchell à Détroit, et Michael from Mountains explore un thème semblable, en demandant s'il est possible de vraiment aimer quelqu'un sans le connaître également. Night in the City célèbre la vie de la nuit, Marcie fait le portrait d'une femme seule, sans doute une amie de Joni, et Nathan La Franeer termine la face un par le récit authentique de la rencontre avec un chauffeur de taxi amer.
La deuxième face s'attaque à des thèmes plus naturels et organiques : Sisotowbell Lane décrit le bonheur domestique, tandis que The Dawntreader et Pirate of Penance sont liés à la mer — le premier parle d'un capitaine mystique qui l'appelle du large, puis d'un trio amoureux entre un pirate, une danseuse et Penance Crane, une « femme comme il faut ». Bien que certains pensent que The Dawntreader a été écrit pour David Crosby, Mitchell a démenti cette assertion. Les deux derniers titres, Song to a Seagull et Cactus Tree, traitent de la liberté. Song to a Seagull est particulièrement remarquable dans son traitement très libre du désir de liberté.
Joni Mitchell remarquera plus tard que cet album reflète davantage son amour de la musique classique que de la musique folk ou des chansons à la manière de Bob Dylan, ce que démontrent à l'évidence les harmonies riches, souvent recherchées, et les paroles d'une poésie dense de l'album.
Mitchell avait déjà repris avec succès des chansons enregistrées par d'autres artistes — Both Sides, Now et Chelsea Morning (Judy Collins), Eastern Rain (Fairport Convention), Urge for Going et The Circle Game (Tom Rush) — mais n'a choisi aucune d'elles pour son premier album. En 1971, Neil Diamond enregistre Chelsea Morning pour son album Stones. Il avait précédemment interprété Both Sides, Now, dans une performance au Troubadour de Douglas Weston qui avait été enregistrée sur son album live Gold.
Joni a dit que la chanson Sisotowbell exprimait qu'« en quelque sorte, malgré les problèmes, notre amour durera toujours ».

## Réception
L'album s'est classé 189e au Billboard 200.

## Liste des titres
Toutes les chansons sont écrites et composées par Joni Mitchell.
| 1. | I Had a King           | 3:37 |
| 2. | Michael from Mountains | 3:41 |
| 3. | Night in the City      | 2:30 |
| 4. | Marcie                 | 4:35 |
| 5. | Nathan La Franeer      | 3:18 |

| 1. | Sisotowbell Lane      | 4:05 |
| 2. | The Dawntreader       | 5:04 |
| 3. | The Pirate of Penance | 2:44 |
| 4. | Song to a Seagull     | 3:51 |
| 5. | Cactus Tree           | 4:35 |

## Personnel
- Joni Mitchell : guitare, piano, chant
- Stephen Stills : basse (Night in the city)
- Lee Keefer : banshee
- David Crosby : producteur